# Barend Houtsmuller
Barend Adriaan Martinus (Barend) Houtsmuller (Den Haag, 14 februari 1953) is een Nederlands ingenieur en fotograaf.

## Levensloop

### Jeugd, opleiding en eerste stappen in de kunst
Barend Houtsmuller is zoon van Hans Houtsmuller en Jolijt Schuurman en komt uit een gezin waarin muziek, beelden kunst en toneel gemeengoed was. In 1983 begon hij de studie elektrotechniek aan de Technische Universiteit Delft, waar hij later afstudeerde.
Voordat hij echter afstudeerde reisde hij in 1978 af naar Boston en kwam daar in contact met Ansel Adams, Duane Michals en Ralph Gibson. Hij werd doorverwezen naar het International Center of Photography, die voor hem een stipendium verzorgde om in 1979 rond de Biënnale van Venetië fotografie te gaan studeren bij Christian Voigt, Duane Michals en Jeanloup Sieff.
In 1979 had Houtsmuller een eerste spraakmakende expositie bij galerie Bender in Rotterdam, waarbij hij zich als autodidact presenteerde. In de opvolgende jaren brak hij door. In 1989 kwam zijn werk reeds met het werk van andere vooraanstaande fotografen in Amsterdam op een speciale foto-veiling onder de hamer.

### Verder in de kunst en in de industrie
In 1980 startte hij samen met Bas Vroege, Luuk Huiskes en enige andern galerie & tijdschrift Perspektief, wat later het Nederlands Foto instituut (NFI) geworden is. Het NFI is begin 1990 opgegaan in het Nederlands Fotomuseum.
Later in de jaren 1980 werkte Houtsmuller enige tijd als ingenieur bij de PTT telefoondienst. In 1989 ging hij naar de Nederlandse Antillen, waar hij begin 1991 begon hij in Curaçao als directeur van Carib TeleConsult, een joint venture van de PTT en anderen. Hij zette zich aldaar in voor de verbetering van de telematica, en de voorlichting hieromtrent. Zo schreef hij met een collega enige stukken over automatisering in de Nederlandstalige krant Amigoe aldaar.
Sinds 2015 werkt Houtsmuller volledig in de fotografie als commercieel fotograaf en kunstenaar
in 2018 richt Houtsmuller Photo31 op, een landelijk platform voor fotografie. 

## Exposities, een selectie
- 1979. Galerie Bender, Rotterdam.[11][12]
- 1980. Galerie Perspektief, Rotterdam.[13]
- 1985. Galerie Olympus, Amsterdam.[2]
- 2003. Digital colorprints van Barend Houtsmuller, In Beeld, Vlaardingen."[14]
- 2004. Undisclosed, nieuw werk van Barend Houtsmuller, In Beeld, Vlaardingen.[15]
- 2005. Repose, impressies van vrouwen. Fotogalerie Objektief, Enschede.[16]
- 2009. Galerie Sille, Oudewater

## Publicaties, een selectie
- Houtsmuller, Barend. The other side of the light. Barend Houtsmuller (fotografie); Thomas Verbogt (tekst). Amsterdam : Contact, 1982.
- Houtsmuller, Barend. Verweven-Raw beauty, BHP Publishing, 2014.